# Enyalius bilineatus
Enyalius bilineatus är en ödleart som beskrevs av  Duméril och BIBRON 1837. Enyalius bilineatus ingår i släktet Enyalius och familjen Polychrotidae. Inga underarter finns listade i Catalogue of Life.